# Hlökk

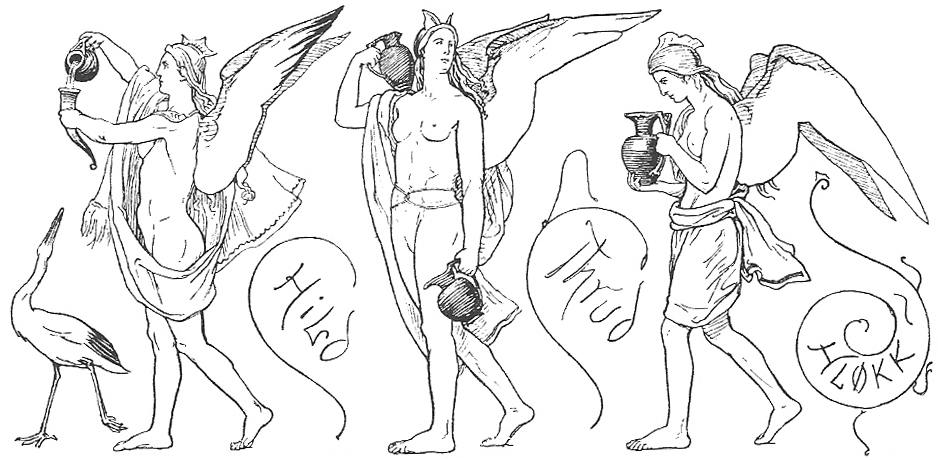
Hildr, Þrúðr och Hlökk bär fram öl åt enhärjar. Illustration till Grímnismál 36 av Lorenz Frølich 1895.

Hlökk eller Lökk (fornvästnordiska Hlǫkk, genitiv Hlakkar) är en valkyria i nordisk mytologi. Hon är en av elva valkyrior som i Grímnismál 36 sägs bära fram öl till enhärjarna i Valhall. Ytterligare två valkyrior, Hrist och Mist, sägs i samma strof bjuda Oden vin. (Oden dricker endast vin, enligt vad som uppges i Grímnismál 19.) Valkyrienamnet Hlökk finns också i två namntulor; dels i strofen Óðins meyjar (“Odens mör”), dels i en tula som bara finns i AM 748 Ib 4°.

## Namnet

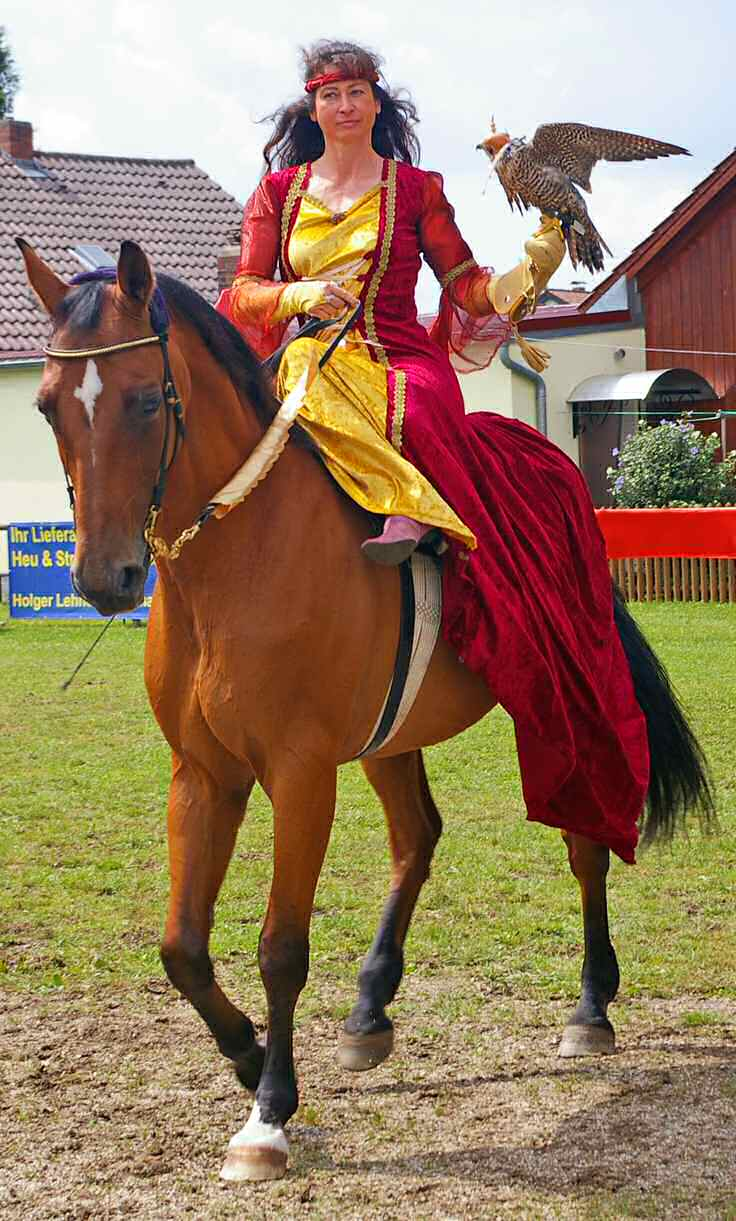
Falkenererska

Ordet hlǫkk betyder ‘klang’, i synnerhet ‘vapenklang’, varför det också har kommit att få betydelsen ‘vapenskifte’, ‘strid’ och ‘drabbning’.

## Kenningar
I likhet med de flesta valkyrior är Hlökk ett kollektivt väsen utan personliga särdrag. De kenningar där namnet förekommer visar bara hur diktarna har föreställt sig en valkyria. Eftersom valkyrienamn oftast är utbytbara mot varandra beroende på diktens formella krav, går det knappast att göra sig en bild av någon enskild valkyria utifrån de kenningar där namnet nämns. Icke desto mindre förekommer ‘Hlökk’ i ganska många kvinnokenningar. Dessa kan då utläsas ‘kvinnan’, närmare bestämt den kvinna som diktaren besjunger.
Den ‘Hlökk’ som antyds i dessa kenningar är smyckeglad. Hon är Hlǫkk bauga, ‘ringarnas Hlökk’, och Hlǫkk hrammfjǫturs, ‘armringens Hlökk’. Hon är guldbehängd. Kenningarna Hlǫkk dǫkkvar skins och Hlǫkk drífu Kraka kan båda utläsas ‘guldets Hlökk’, d.v.s. ‘den guldsmyckade kvinnan’. Miljön där hon vistas är aristokratisk, vilket en kenning som Hlǫkk haukstrindar visar. Kenningen betyder ‘höklandets Hlökk’ och finns i flera varianter. ‘Höklandet’ är den arm där jakthöken sitter, och ‘armens Hlökk’, d.v.s. ‘kvinnan’, porträtteras här som falkenererska. Men ‘kvinnan’ kan också vara húsfreyja som frambär öl till sina gäster (så som beskrivs i Grímnismál 36). Då är hon Hlǫkk horna, ‘dryckeshornens Hlökk’, eller Hlǫkk hvítinga, ‘vitingarnas’ d.v.s. ‘de blänkande dryckeshornens Hlǫkk’.
I kenningar där Hlökk styr striden eller uppges äga stridsredskap står namnet oftast i genitiv (Hlakkar). ‘Strid’ blir alltså Hlakkar veðr, drífa eller él, d.v.s. ‘Hlökks oväder’, ‘snöyra’ eller ‘(snö)storm’. ‘Strid’ kan också kallas Hlakkar mót, ‘Hlökks möte’. Som omskrivning för ‘svärd’ kan användas Hlakkar íss (‘is’) och Hlakkar þrafni (‘stav’). En sköld är Hlakkar segl (‘segel’) och Hlakkar tjald (‘tält’). Stridsyxa kan benämnas Hlakkar mǫrn (Hlökks jättinna).
Snorre Sturlasson använder ordet hlǫkk sex gånger i Háttatal, som var den första del som han skrev av sin Edda. Två gånger är det nog substantivet ‘strid, drabbning’ som avses, men fyra gånger är det valkyrian. ‘Korp’ kallar han Hlakkar haukr (‘Hlökks hök’), ‘svärd’ är Hlakkar eldr och Hlakkar glóð (‘Hlökks glöd’); ‘drabbning’ blir Hlakkar skúrir (syftande på ett pilregn).